# Michael Dawson (futbolista)
Michael Richard Dawson (Northallerton, Yorkshire del Norte, Reino Unido, 18 de noviembre de 1983) es un exfutbolista profesional inglés que jugaba como defensa.
Es hermano menor de los futbolistas Andy Dawson y Kevin Dawson, y hermano mayor de Taylor Dawson.

## Selección nacional
Fue internacional con la selección de fútbol de Inglaterra en 4 ocasiones.

### Participaciones en Copas del Mundo
| Mundial                        | Sede      | Resultado        |
| ------------------------------ | --------- | ---------------- |
| Copa Mundial de Fútbol de 2010 | Sudáfrica | Octavos de final |

## Clubes
| Club                    | País       | Año       | Partidos | Goles |
| ----------------------- | ---------- | --------- | -------- | ----- |
| Nottingham Forest F. C. | Inglaterra | 2002-2005 | 91       | 7     |
| Tottenham Hotspur F. C. | Inglaterra | 2005-2014 | 324      | 10    |
| Hull City A. F. C.      | Inglaterra | 2014-2018 | 132      | 9     |
| Nottingham Forest F. C. | Inglaterra | 2018-2021 | 32       | 1     |

## Palmarés

### Campeonatos nacionales
| Título                        | Club                    | País       | Año  |
| ----------------------------- | ----------------------- | ---------- | ---- |
| Copa de la Liga de Inglaterra | Tottenham Hotspur F. C. | Inglaterra | 2008 |